# شهرستان واشینگتن (ویسکانسین)
شهرستان واشینگتن، ویسکانسین (به انگلیسی: Washington County, Wisconsin) یک سکونتگاه مسکونی در ایالات متحده آمریکا است که در ویسکانسین واقع شده‌است.

## خصوصیات
شهرستان واشینگتن ۱٬۱۲۹٫۲۴ کیلومترمربع مساحت دارد.